# Adejeania anduzei
Adejeania anduzei là một loài ruồi trong họ Tachinidae.